# Pseudosinella duodecimocellata
Pseudosinella duodecimocellata is een springstaartensoort uit de familie van de Entomobryidae. De wetenschappelijke naam van de soort is voor het eerst geldig gepubliceerd in 1928 door Handschin.